# Bernard Bourreau
Bernard Bourreau (nascido em 2 de setembro de 1951) é um ex-ciclista francês que representou França nos Jogos Olímpicos de Verão de 1972 em Munique, onde terminou em trigésimo nono na prova de estrada individual.